# Henk Kroes
Henk Kroes (Terkaple, 1 november 1938) is de oud-voorzitter van de Vereniging de Friesche Elf Steden. In die functie kondigde hij in 1997 met de woorden It giet oan! de Vijftiende Elfstedentocht aan. Daarnaast is hij lange tijd actief geweest als directeur van It Fryske Gea.

## Elfstedentocht

### Als schaatser
In 1963 deed Kroes zelf mee aan de Twaalfde Elfstedentocht. Het werd een extreem zware tocht waarbij slechts één procent van de deelnemers de finish in Leeuwarden wist te halen. Kroes werd bij Franeker van het ijs geplukt.

### Als ijsmeester
In 1969 werd Henk Kroes ijsmeester van De Friese Elfsteden. De ijsmeester staat aan het hoofd van de rayonhoofden en heeft een zware stem in de beslissing, of de kwaliteit van het ijs voldoende is voor het houden van de tocht voor vele honderden of enkele duizenden deelnemers. In de 25 jaar dat Kroes ijsmeester was, moest hij Nederland meermalen teleurstellen. Zo bijvoorbeeld in de barre winter van 1979, toen velen op een Elfstedentocht hadden gerekend. Maar in 1985 en 1986 kon hij eindelijk het ijs goedkeuren.

### Als voorzitter
Kroes nam het voorzitterschap van de Vereniging de Friesche Elf Steden in december 1994 van Jan Sipkema over. Na een rustige winter in 1995 kreeg Kroes in 1996 het zwaar te verduren toen het bestuur van de Vereniging ondanks de stevige vorst besloot de tocht niet door te laten gaan. Het leek Kroes niet verantwoord.
Niet minder groot was de mediabelangstelling toen op 2 januari 1997 Kroes de vergadering van de rayonhoofden voorzat. Na de vergadering kondigde hij met de woorden It giet oan de tocht aan. Al snel stond Kroes in het midden van de belangstelling. Van Groot-Brittannië tot Australië werd hij door journalisten gebeld. Na een paar hectische dagen werd de tocht op 4 januari zonder grote problemen verreden. Bij de tocht van 1997 zat Kroes het grootste gedeelte van de dag in het FEC om bij eventuele calamiteiten knopen door te hakken. Wel was voor hem de eer weggelegd om de laatste binnenkomer zelf af te stempelen. Toen dit een zwartrijder bleek te zijn, sprak hij laconiek: Oh, dan bent u de laatste officiële zwartrijder.
Op 21 november 2005 maakte hij bekend in 2007 zijn werkzaamheden bij de Vereniging neer te leggen. Op vrijdagavond 14 december 2007 ontving hij een hoge koninklijke onderscheiding: de commissaris van de Koningin in Friesland, Ed Nijpels, speldde Kroes in Franeker de onderscheiding tot Officier in de Orde van Oranje Nassau op. Daarbij moest zijn eerdere verkregen onderscheiding worden ingeleverd. Ook kreeg hij bij die gelegenheid van CU-staatssecretaris Tineke Huizinga-Heringa het eerste exemplaar overhandigd van de biografie die Eppie Dam over hem schreef: De stayer (Nederlandstalig) en De skoskerinner (Friestalig). Kroes werd op diezelfde avond opgevolgd door Wiebe Wieling.

## Fietser
In verschillende lange fietstochten heeft Kroes geprobeerd geld op te halen voor goede doelen. Op 30 augustus 2003 kwam hij in Scheveningen aan na een tocht van 12.000 kilometer uit Vladivostok. Samen met twintig andere fietsers haalde hij geld op voor inenting tegen polio. Bij een andere tocht in 2006 fietste Kroes met dertien anderen 10.000 kilometer van Bolsward naar Ghana. Met het project, waarmee meer dan 200.000 euro werd opgehaald wilde hij het onderwijs in het West-Afrikaanse land verbeteren.